# Alianza Mundial de Centros Financieros Internacionales
La Alianza Mundial de Centros Financieros Internacionales (World Alliance of International Financial Centers en inglés) reconocida también por sus siglas WAIFC, es una asociación empresarial sin fines de lucro con sede en Bruselas, Bélgica. Creada en París en el año 2018, su objetivo es facilitar la cooperación mutua mediante la representación de los principales centros financieros del mundo.

## Historia
En 2016 los centros financieros de París, Fráncfort y Moscú propusieron la creación de una asociación sin ánimo de lucro que facilitara la cooperación y fomentara las buenas prácticas y el intercambio con las autoridades públicas internacionales. Dos años después dicha asociación fue fundada con el nombre de Alianza Mundial de Centros Financieros Internacionales en París y registrada el 1 de octubre de 2018 en la ciudad de Bruselas por once centros financieros de países como Alemania, Francia, Bélgica, Rusia, Canadá y Emiratos Árabes.

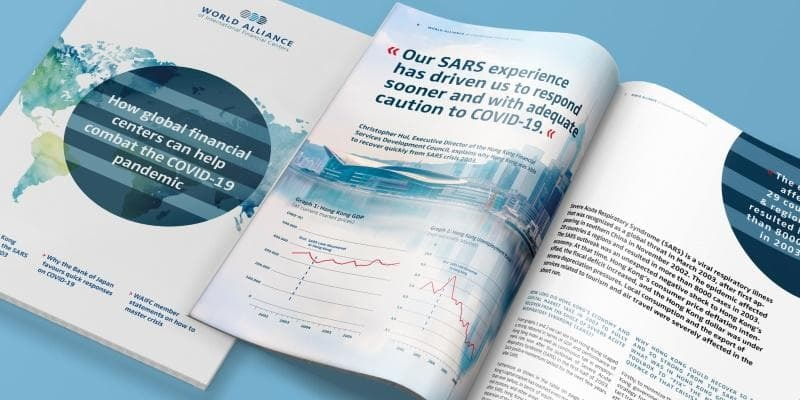
Publicación de la WAIFC, abril de 2020

Según los diarios Luxemburger Wort y L'Echo, la alianza fue creada con el fin de fortalecer la colaboración entre los centros que lleve al desarrollo de un diálogo con las autoridades públicas basado en las tecnologías financieras y el desarrollo sostenible. Arnaud de Bresson, director ejecutivo de la organización Paris Europlace, fue elegido como el primer presidente,mientras que Jochen Biedermann y Frederic de Laminne se convirtieron respectivamente en director y tesorero. En enero de 2021, Jennifer Reynolds, presidente y CEO de Toronto Finance International es elegida como segunda presidente de la Alianza, convirtiéndose en la primera mujer en ocupar el cargo. A los once miembros iniciales se sumaron centros de otros territorios como Japón, Hong Kong, Mauricio, Catar y el Reino Unido para conformar en la actualidad una alianza de 20 miembros.
Ante la contingencia generada por la pandemia del COVID-19 en 2020, la asociación expresó en una publicación la necesidad de «reconsiderar los modelos económicos y dar una nueva prioridad a las perspectivas a largo plazo y a la economía sostenible». Hubert Väth, miembro del consejo de administración, puso como ejemplo a los centros financieros de Tokio y Hong Kong por «lidiar de forma exitosa con desafíos similares en el pasado», refiriéndose a la epidemia del SARS. En el texto también se instó a concentrar los esfuerzos en desarrollar tecnologías como el blockchain, la inteligencia artificial y la computación en la nube para enfrentar los retos impuestos por la contingencia.

## Objetivo
La alianza fue creada con el objetivo de nuclear a los centros financieros internacionales bajo una misma organización para facilitar la cooperación mutua, fomentar el intercambio de mejores prácticas, estimular la investigación financiera y emprender proyectos que contribuyan al desarrollo económico sostenible. En la actualidad la organización se encarga de conducir proyectos de investigación de la mano de universidades y empresas consultoras privadas, concentrándose en áreas de actuación como el desarrollo de tecnologías financieras o fintech, la recolección de datos de los centros financieros y su contribución a la inversión verde.

## Miembros
La Alianza Mundial de Centros Financieros Internacionales está conformada por los siguientes centros e instituciones:
- Abu Dhabi Global Market (ADGM)
- Astana International Financial Centre (AIFC)
- Belgian Finance Center (BFC)
- Busan International Financial City (BIFC)
- Casablanca Finance City (CFC)
- FinCity.Tokyo
- Frankfurt Main Finance (FMF)
- Hong Kong Financial Services Development Council (FSDC)
- Luxembourg for Finance (LFF)
- Moscow Internacional Financial Center (MIFC)
- Paris Europlace
- Stuttgart Financial
- The Capital Market Authority of Oman (CMA)
- The Economic Development Board Mauritius (EDB)
- The Qatar Financial Center (QFC)
- TheCityUK
- Toronto Finance International (TFI)
- Rwanda Finance
- Centro Financiero Internacional de Dubái (DIFC)
- Stichting Capital Amsterdam (SCA)

Fuente: